# Parto da qui
Parto da qui è il terzo album studio del cantante italiano Valerio Scanu, pubblicato il 9 novembre 2010 dall'etichetta discografica EMI, ed il singolo che ne anticipa l'uscita è Mio.
L'album ha raggiunto, come posizione massima, il secondo posto della Classifica FIMI Album dei più venduti in Italia.
È stato possibile ordinare l'album in anteprima su iTunes a partire dal 26 ottobre 2010.
Valerio è presente nell'album come coautore del brano Parto da qui scritto insieme a Mario Cianchi e Claudio Guidetti.
Il secondo singolo estratto dall'album è L'amore cambia, in rotazione nelle radio dal 14 gennaio 2011.

## Edizioni speciali
In contemporanea alla pubblicazione dell'album uscì anche un'edizione limitata, comprendente un DVD aggiuntivo che racchiude i live in studio di Sentimento, Everything I Do (I Do It For You) di Bryan Adams, Cambiare di Alex Baroni ed Always dei Bon Jovi, oltre al videoclip inedito del brano Così distante, una intervista fatta a Scanu che racconta Parto da qui, una photogallery ed un videodiario del tour scritto dai fan.
Il 19 aprile 2011 uscì la Tour Edition, la quale contiene il singolo Due stelle (versione in italiano del brano Chances, già precedentemente inciso dal cantante) e un DVD contenente degli estratti del live Love Show, svoltosi a Milano e trasmesso il 14 febbraio 2011 in 100 cinema italiani.
Quest'ultima versione raggiunse, come posizione massima, il sesto posto della Classifica FIMI Album dei più venduti in Italia ed il 1º luglio dello stesso anno ottenne il disco d'oro, per le oltre 30 000 copie vendute.

## Tracce
1. Libero – 3:14 (testo: Luca Mattioni, Mario Cianchi)
2. L'amore cambia – 3:24 (Alessandro Gaydou)
3. Mio – 4:00 (testo: Luca Mattioni, Mario Cianchi)
4. Non c'è più – 3:44 (testo: Lucio Avitabile – musica: Fabio Barnaba)
5. Ci credo ancora – 3:55 (Luca Mattioni, Mario Cianchi)
6. Aria colorata – 4:23 (Luca Mattioni, Mario Cianchi)
7. Chances – 4:15 (Bregje Sanne Lacourt, I G Niels Hahn)
8. Il cuore non mente mai – 3:14 (testo: Luca Angelosanti, Saverio Grandi – musica: Saverio Grandi, Francesco Morettini, Emiliano Cecere)
9. La mia coperta sul cuore – 4:07 (testo: Luca Paolo Chiaravalli – musica: Luca Paolo Chiaravalli, Massimiliano Zanotti)
10. If I Was Made for You – 3:47 (Kirsten Symonds, Jim Duguid, Terence Maxwell Ronald)
11. Parto da qui – 3:39 (testo: Valerio Scanu, Mario Cianchi – musica: Claudio Guidetti)

Traccia bonus (iTunes)
1. L'Assoluto – 3:48 (Saverio Grandi, Emiliano Cecere)

DVD aggiuntivo presente nella Limited Edition
1. Sentimento – Live in studio (piano e voce)
2. Everything I Do (I Do It For You) (Bryan Adams) – Live in studio (piano e voce)
3. Cambiare (Alex Baroni) – Live in studio (piano e voce)
4. Always (Bon Jovi) – Live in studio (piano e voce)
5. Così distante – Videoclip inedito
6. Intervista – a Valerio Scanu sull'album
7. Photogallery
8. Videodiario del tour – scritto dai fan

### Tour Edition
- CD

1. Due Stelle (Chances) – 3:57 (testo: Luca Mattioni, Mario Cianchi)
2. Libero – 3:14 (testo: Luca Mattioni, Mario Cianchi)
3. L'amore cambia – 3:24 (Alessandro Gaydou)
4. Mio – 4:00 (testo: Luca Mattioni, Mario Cianchi)
5. Non c'è più – 3:44 (testo: Lucio Avitabile – musica: Fabio Barnaba)
6. Ci credo ancora – 3:55 (Luca Mattioni, Mario Cianchi)
7. Aria colorata – 4:23 (Luca Mattioni, Mario Cianchi)
8. Chances – 4:15 (Bregje Sanne Lacourt, I G Niels Hahn)
9. Il cuore non mente mai – 3:14 (testo: Luca Angelosanti, Saverio Grandi – musica: Saverio Grandi, Francesco Morettini, Emiliano Cecere)
10. La mia coperta sul cuore – 4:07 (testo: Luca Paolo Chiaravalli – musica: Luca Paolo Chiaravalli, Massimiliano Zanotti)
11. If I Was Made for You – 3:47 (Kirsten Symonds, Jim Duguid, Terence Maxwell Ronald)
12. Parto da qui – 3:39 (testo: Valerio Scanu, Mario Cianchi – musica: Claudio Guidetti)

Tracce bonus (iTunes)
1. Aria colorata (Love Show) – 4:31 (Luca Mattioni, Mario Cianchi)
2. Non c'è più (Love Show) – 4:15 (testo: Lucio Avitabile – musica: Fabio Barnaba)
3. Mio (Love Show) – 4:13 (Luca Mattioni, Mario Cianchi)
4. L'amore cambia (Love Show) – 3:27 (Alessandro Gaydou)
5. Per tutte le volte che... (Love Show) – 3:53 (Pierdavide Carone)

- DVD

1. Parto da qui – 3:39 (testo: Valerio Scanu, Mario Cianchi – musica: Claudio Guidetti)
2. Aria colorata – 4:23 (Luca Mattioni, Mario Cianchi)
3. Non c'è più – 3:44 (testo: Lucio Avitabile – musica: Fabio Barnaba)
4. Mio – 4:00 (testo: Luca Mattioni, Mario Cianchi)
5. L'amore cambia – 3:24 (Alessandro Gaydou)
6. Sentimento – 4:12
7. Libero – 3:14 (testo: Luca Mattioni, Mario Cianchi)
8. Per tutte le volte che... (Love Show) – 3:53 (Pierdavide Carone)
9. Listen – 3:40 (musica: Henry Krieger, Scott Cutler, Beyoncé Knowles)
10. Cambiare – 4:13 (Alex Baroni)
11. Always – 5:56 (Bon Jovi)

## Classifiche
| Classifica (2010) | Posizione massima |
| ----------------- | ----------------- |
| Italia            | 2                 |